# Chileense pelser
De Chileense pelser (Sardinops sagax) is een straalvinnige vissensoort uit de familie van haringen (Clupeidae). De wetenschappelijke naam van de soort is voor het eerst geldig gepubliceerd in 1842 door Jenyns.

## Kenmerken
Deze middelgrote, zilverkleurige vissen hebben zwarte stipjes op de flanken. De lichaamslengte bedraagt 25 tot 36 cm en het gewicht 475 gram.

## Verspreiding en leefgebied
Deze sardine komt algemeen voor in de noordoostelijke Grote Oceaan.